# Резолюція Ради Безпеки ООН 478
Резолюція Ради Безпеки ООН 478, прийнята 20 серпня 1980 року, є однією із семи резолюцій РБ ООН, які засуджують спробу Ізраїлю окупувати Східний Єрусалим. Зокрема у резолюції відмічено невиконання Ізраїлем резолюції РБ ООН 476 та засуджено ухвалений 30 липня 1980 року в країні Закон про Єрусалим, згідно з яким Єрусалим визнавався «єдиною та неподільною» столицею Ізраїлю, як порушення міжнародного права. Резолюція 478 затверджує, що Рада Безпеки не визнає цей закон та закликає інші держави-члени погодитись із цим рішенням. Також резолюція закликає держави-члени Ради Безпеки відкликати свої дипломатичні місії з міста.
Резолюцію 478 було прийнято голосами 14 членів ради; один (США) утримався.

## Історичні передумови
Наприкінці 1970-х років політичний тиск на Ізраїль різко посилився. 90 держав із 138 представлених на той час в ООН практично беззаперечно підтримували будь-яку арабську пропозицію. Такою була політика блоку неприєднаних держав, до якого входила і низка країн третього світу, у якому арабські держави та мусульманські країни мали велике значення та потужний вплив. «Неприєднаних» традиційно підтримували держави соціалістичного блоку та країни соціалістичної орієнтації. Згідно з низкою джерел, «арабські країни, спираючись на підтримку більшості, легко просували антиізраїльські резолюції у різноманітних органах ООН». Так, у 1979 році в ООН було прийнято 7 резолюцій, які засуджували дії Ізраїлю, а за перші 6 місяців 1980 року — вже 8.
У Гаванській декларації (політичній декларації шостої Конференції голів держав та урядів неприєднаних країн, що відбулася у Гавані з 3 по 9 вересня 1979 року), яка проголошувала низку основних принципів всеохоплюючого урегулювання, було прямо зазначено у параграфі 102, пункт (d), що:

Місто Єрусалим є невід'ємною частиною окупованої Палестини. Він має бути повністю звільненим та беззастережно переданим під арабський суверенітет.
Оригінальний текст (англ.)
The city of Jerusalem is an integral part of occupied Palestine. It must be evacuated in its entirety and restored unconditionally to Arab sovereignty;

22 липня 1980 року було скликано Сьому надзвичайну спеціальну сесію Генеральної Асамблеї ООН, яка була повністю присвячена «незаконним діям Ізраїлю в окупованому Східному Єрусалимі та на інших окупованих територіях». Того ж дня представник Куби (країни-керівника «Руху…» у 1979—1983 рр.) представив позицію «Руху…» Генеральному секретареві ООН як офіційний документ Сесії.
29 липня 1980 року Сьома надзвичайна спеціальна сесія ГА ООН прийняла резолюцію, у якій, зокрема:

7. закликає Ізраїль повністю та беззастережно покинути усі палестинські та інші арабські території, окуповані з червня 1967 року, включно з Єрусалимом, зі всією недоторканістю майна та послуг та наполегливо закликає, щоб такий вихід з окупованих територій почався до 15 листопада 1980 року;
8. вимагає, щоб Ізраїль повністю дотримувався положень резолюції 465 (1980), одностайно прийнятої Радою Безпеки 1 березня 1980 року;
9. вимагає далі, щоб Ізраїль у повному обсязі дотримувався усіх резолюцій Організації Об'єднаних Націй, які мають відношення до історичного характеру Священного міста Єрусалима, зокрема, резолюції 476 (1980) Ради Безпеки від 30 червня 1980 року;
Оригінальний текст (англ.)
7. Calls upon Israel to withdraw completely and unconditionally from all the Palestinian and other Arab territories occupied since June 1967, including Jerusalem, with all property and services intact, and urges that such withdrawal from all the occupied territories should start before 15 November 1980;
8. Demands that Israel should fully comply with provisions of resolution 465 (1980) adopted unanimously by the Security Council on 1 March 1980;
9. Further demands that Israel should fully comply with all United Nations resolutions relevant to the historic character of the Holy City of Jerusalem, in particular Security Council resolution 476 (1980) of 30 June 1980;

Наступного дня, 30 липня 1980 року, Кнесет переважною більшістю голосів ухвалив «Основний закон про Єрусалим», у якому проголосив, що:
1. Єрусалим, єдиний та неподільний, є столицею Ізраїлю.

2. В Єрусалимі знаходяться президент держави, Кнесет, уряд та Верховний суд.
Оригінальний текст (івр.)
1. ירושלים השלמה והמאוחדת היא בירת ישראל. 

2. ירושלים היא מקום מושבם של נשיא המדינה,
הכנסת, הממשלה ובית המשפט העליון.

У законі також передбачалася охорона святих місць від осквернення та всього того, що може порушити свободу доступу до них представників різних релігій, або образити їх почуття. Окрім того, у законі містилися положення, які стосувалися розвитку міста в економічній та інших галузях.
Між тим Єрусалиму в Ізраїлі завжди надавалося велике значення. У вересні 1948 року ізраїльський уряд затвердив в Єрусалимі Верховний суд, а 17 лютого 1949 року у місті було проведено засідання Кнесету, на якому Хаїм Вейцман склав присягу при вступі на посаду президента країни.
Також слід зазначити, що ще 23 січня 1950 року Кнесет проголосив Єрусалим столицею Ізраїлю та продовжив перенесення до міста державних установ, коли Йорданія здійснила заходи з поширення своєї юрисдикції на Східний Єрусалим та Західний берег ріки Йордан.
Після закінчення Шестиденної війни, 27 червня 1967 року, Кнесет ухвалив «Закон про охорону святих місць», згідно з яким законодавство, юрисдикція та адміністративні постанови, що існують в Ізраїлі, набувають чинності і у Східному Єрусалимі та деяких прилеглих до нього районах, які раніше перебували під контролем Йорданії.
Цією ж постановою об'єднане місто було проголошене єдиною та неподільною столицею держави. Саме цей статус міста і було зафіксовано у першій статті прийнятого 30 липня 1980 року «Основного закону» про Єрусалим — столицю Ізраїлю.

## Зміст резолюції
Рішення Ізраїлю ухвалити закон, згідно з яким Східний Єрусалим офіційно анексувався, а об'єднане місто оголошувалося столицею Ізраїлю, було відхилено Радою Безпеки та Генеральною Асамблеєю ООН. Рада засудила ухвалення Ізраїлем «Основного закону» про Єрусалим та відмову дотримуватися відповідних резолюцій Ради Безпеки. Вона підтвердила, що ухвалення цього закону являє собою порушення міжнародного права та не впливає на застосування на палестинській та інших арабських територіях включно з Єрусалимом Женевської конвенції про захист цивільного населення під час війни від 12 серпня 1949 року.

## Текст резолюції

### Текст англійською
United Nations Security Council Resolution 478 of 20.08.1980 

The Security Council,

Recalling its resolution 476 (1980),
Reaffirming again that the acquisition of territory by force is inadmissible,,
Deeply concerned over the enactment of a "basic law" in the Israeli Knesset proclaiming a change in the character and status of the Holy City of Jerusalem, with its implications for peace and security,
Noting, that Israel has not complied with resolution 476 (1980),

Reaffirming its determination to examine practical ways and means, in accordance with the relevant provisions of the Charter of the United Nations, to secure the full implementation of its resolution 476 (1980), in the event of non-compliance by Israel,
1. Censures in the strongest terms the enactment by Israel of the "basic law" on Jerusalem and the refusal to comply with relevant Security Council resolutions;
2. Affirms that the enactment of the "basic law" by Israel constitutes a violation of international law and does not affect the continued application of the Geneva Convention relative to the Protection of Civilian Persons in Time of War, of 12 August 1949, in the Palestinian and other Arab territories occupied since June 1967, including Jerusalem;
3. Determines that all legislative and administrative measures and actions taken by Israel, the occupying Power, which have altered or purport to alter the character and status of the Holy City of Jerusalem, and in particular the recent "basic law" on Jerusalem, are null and void and must be rescinded forthwith;
4. Affirms also that this action constitutes a serious obstruction to achieving a comprehensive, just and lasting peace in the Middle East;;
5. Decides not to recognize the "basic law" and such other actions by Israel that, as a result of this law, seek to alter the character and status of Jerusalem and calls upon:
(a) All Member States to accept this decision;
(b) Those States that have established diplomatic missions at Jerusalem to withdraw such missions from the Holy City;
6. Requests the Secretary-General to report to the Security Council on the implementation of the present resolution before 15 November 1980;
7. Decides to remain seized of this serious situation..
by 14 votes to none, 

with 1 abstention 

(United States of America).

### Текст російською
Резолюция № 478 Совета Безопасности ООН 20.08.1980г. 

Совет Безопасности,

ссылаясь на свою резолюцию 476 (1980),
вновь подтверждая недопустимость приобретения территорий путём применения силы,
будучи глубоко озабочен принятием в израильском кнессете «основного закона», провозглашающего изменение в характере и статусе Сященного города Иерусалим, с его последствиями для мира и безопасности,
отмечая, что Израиль не выполнил резолюцию 476 (1980),

подтверждая свою решимость изучить практические пути и средства согласно соответствующим положениям Устава Организации Объединенных Наций для обеспечения полного осуществления своей резолюции 476 (1980) в случае её невыполнения Израилем,
1. порицает самым решительным образом принятие Израилем «основного закона» об Иерусалиме и отказ выполнять соответствующие резолюции Совета Безопасности;
2. подтверждает, что принятие Израилем «основного закона» представляет нарушение международного права и не влияет на применение и в дальнейшем Женевской конвенции о защите гражданского населения во время войны от 12 августа 1949 года  на палестинской и других арабских территориях, оккупированных с июня 1967 года, включая Иерусалим;
3. заявляет, что все законодательные и административные меры и действия, принятые Израилем — оккупирующей державой, — которые изменили или направлены на изменение характера и статуса Священного города Иерусалима, и в особенности недавний «основной закон» об Иерусалиме, являются недействительными и должны быть немедленно отменены;
4. подтверждает также, что данные меры и действия представляют собой серьезное препятствие на пути достижения всеобъемлющего, справедливого и прочного мира на Ближнем Востоке;
5. постановляет не признавать «основной закон» и такие другие действия Израиля, которые, как результат этого закона направлены на изменение характера и статуса Иерусалима, и призывает:
а) все государства-члены подчиниться этому решению;
б) те государства, которые учредили дипломатические миссии в Иерусалиме, вывести такие миссии из Священного города;
6. просит Генерального секретаря представить ему до 15 ноября 1980 года доклад об осуществлении настоящей резолюции;
7. постановляет держать эту серьезную ситуацию в поле зрения.
14 голосами при 1 воздержавшемся 

(Соединенные Штаты Америки), 

причем никто не голосовал против.

## Тлумачення резолюції
У резолюції 478 Рада Безпеки ООН фактично повторила свою вже усталену протягом десятиліть позицію по відношенню до Єрусалиму, висловлену у резолюціях 252 (1968), 267 (1969), 298 (1971), 465 (1980) та 476 (1980). Вона також базувалася на резолюції 242 від 22 листопада 1967 року, яка вимагала виведення ізраїльських військ з територій, окупованих у результаті Шестиденної війни, до яких згідно з тлумаченням ООН входила і територія Східного Єрусалима.
Резолюція 2253 ГА ООН від 4 липня 1967 року оголошувала недійсними будь-які дії Ізраїлю, що ведуть до зміни статусу Єрусалима, а резолюція РБ ООН 237 від 14 червня 1967 року визначала, що до ситуації на всіх окупованих Ізраїлем у 1967 році територіях включно зі Східним Єрусалимом, можуть бути застосовані статті 4-ї Женевської конвенції про захист цивільного населення під час війни. Так, стаття 47 забороняла анексію території, а стаття 49 — переміщення населення окупованої держави на цю територію.
Ізраїль не визнав застосовуваність даної Женевської конвенції до окупованих з 1967 року територій, аргументуючи це тим, що після завершення британського мандату ніякого законного суверенітету над цими територіями встановлено не було, та виступив проти прийняття відповідних резолюцій у Раді Безпеки та Генеральній Асамблеї. Проте він дозволив Міжнародному комітету Червоного Хреста, який згідно Конвенції має особливий статус, здійснювати гуманітарну діяльність. у тому числі в районі Східного Єрусалима.

## Реакція та критика
Ізраїль категорично відхилив резолюцію; Міністерство закордонних справ країни заявило, що «вона [резолюція] не похитне статусу Єрусалима як столиці суверенної держави Ізраїль та єдиного міста, яке ніколи більше не буде розділеним».
У своїх зауваженнях до Ради Безпеки державний секретар США Едмунд Маскі сказав, що «Питання про Єрусалим має бути поставлене у контексті перемовин заради підтримання загального. справедливого та тривалого миру на Середньому Сході».
|  | Проект резолюції перед нами сьогодні ілюструє схвильованість, викликану низкою неврівноважених та нереалістичних текстів, що стосуються проблем Середнього Сходу. Вона не може слугувати меті усіх конфесій, які вважають Єрусалим священним. Ми маємо поділяти загальний погляд на майбутнє цього міста — неподільного Єрусалима, у якому люди будь-яких віросповідань можуть вільно дістатися святих місць. |

Щодо частини проекту резолюції, який стосувався перенесення посольств з Єрусалима, державний секретар заявив, що резолюція мала «суттєві недоліки» та що США вважають наказ для країн перенести свої посольства з Єрусалима таким, що «не має обов'язкового характеру» та є командою «без застосування сили», а також «ми відхиляємо це як руйнівну спробу командування іншими народами». Він також сказав, що США будуть наполегливо протистояти будь-якій спробі введення санкцій для Ізраїлю згідно із розділом VII Хартії.
Шломо Слонім зазначав, що, незважаючи на категоричний тон, твердження Маскі насправді не прояснювало американської позиції щодо Єрусалима. Воно не стосувалося Єрусалима як окупованої території, проте і не заперечувало цей статус міста. Він також відмічав, що американська політика стосовно Єрусалима наприкінці 1980-х рр. все ще значною мірою лишалась невизначеною та плутаною.

## Виконання вимог резолюції
Ізраїль відмовляється виконувати рішення резолюції, оскільки вважає, що сама вимога про відновлення статусу Єрусалима, які міститься у багатьох резолюціях ГА та РБ ООН, фактично позбавлена будь-якого юридичного сенсу, бо під поняттям «статус Єрусалима» у них мається на увазі той статус, який було встановлено у резолюції ГА ООН 181/II від 29 листопада 1947 року, тобто «під міжнародним управлінням». Згідно з цим від Ізраїлю не можна вимагати повернення статусу, якого місто ніколи не мало насправді.
Невиконанню Ізраїлем вимог резолюції сприяє і той факт, що рішення Ради Безпеки ООН носять лише рекомендувальний характер, оскільки виносяться з посиланням на Розділ VI Статуту ООН «Мирне урегулювання міжнародних спорів». У Статті 36 цього розділу, пункті 1, визначено сферу повноважень Ради Безпеки при діях цієї статті:
|  | Рада Безпеки уповноважується на будь-якій стадії спору, який має характер, вказаний у статті 33, або ситуації подібного характеру рекомендувати відповідну процедуру або методи врегулювання. |

До виходу Ізраїлю зі Східного Єрусалиму усі країни-члени ООН мали вивести свої дипломатичні представництва з Єрусалима.
До цього моменту посольства 13 із 45 країн знаходилися в Єрусалимі: Сальвадора, Коста-Рики, Панами, Колумбії, Гаїті, Болівії, Нідерландів, Гватемали, Домініканської Республіки, Уругваю, Чилі, Еквадору та Венесуели.; всі інші посольства знаходились в Тель-Авіві, Рамат-Ґані або Герцлії. Всі вони виконали вимоги резолюції. У 1982 році Коста-Рика та Сальвадор повернули свої посольства до Єрусалима. але у серпні 2006 року спочатку Коста-Рика, а згодом і Сальвадор знову виконали вимоги резолюції.
Конгрес США постановив у 1995 році розмістити своє посольство в Єрусалимі, але до 2010 року це рішення не було виконаним. Таким чином наразі у місті нема іноземних посольств.
Проте позиція Ізраїлю лишається незмінною:
|  | З 1004 року до нашої ери, коли цар Давид заснував Єрусалим як столицю єврейської нації, у місті продовжувалась постійна єврейська присутність, так як і духовна прив'язаність до нього». |

У відповідь на засудження Ізраїлю та після того, як 13 країн перевели свої посольства з Єрусалиму до Тель-Авіва «через побоювання щодо погрози арабів накласти на них нафтове ембарго», 1400 християн з 40 країн відкрили у 1980 році своє Міжнародне християнське посольство в Єрусалимі:
|  | Це було актом солідарності з єврейським народом та його зв'язком із священним містом протягом вже трьох тисяч років. |

Згідно з опитуванням, проведеним у травні 2011 року:
- 66 % ізраїльтян категорично заперечують проти розділення Єрусалима у будь-якій формі та передачі частини міста палестинцям. [...] 23 % готові відмовитися від частини Східного Єрусалима, а 6 % — від усієї східної частини міста.
- 73 % опитуваних заявили, що Ізраїль повинен зберегти повний суверенітет над святими місцями в Єрусалимі. [...] 67 % опитуваних стверджують, що необхідно продовжити будівництво у районах столиці, які знаходяться за межами т. зв. «зеленої лінії», а 23 % — вимагають заморозити будівництво у цьому регіоні.
- 91 % опитуваних назвали Єрусалим історичною та духовною столицею єврейського народу, а 4 % назвали Тель-Авів економічним та культурним центром Ізраїлю, що відроджується як держава.

Хоча посольства більшості країн знаходяться у Тель-Авіві, активність акредитованих в Ізраїлі дипломатів де-факто зосереджена в Єрусалимі, де знаходяться президент країни, уряд та Кнесет.